# Phare Avlída
Le phare  Avlída est situé à Avlída, Chalcis en Grèce. Il marque l'entrée sud de l'étroit canal entre l'Eubée et l'Attique. Il est implanté sur le continent mais dépend administrativement de l'Eubée. Il est achevé en 1880.

## Caractéristiques
Le phare est une tour carrée blanche, accolée à la maison du gardien, dont le dôme de la lanterne est de couleur verte. Il s'élève à 10 mètres au-dessus de la mer Égée. 

## Codes internationaux
- ARLHS[1] : GRE-046
- NGA : 16308
- Admiralty[2] : E 4366

## Source
(en) [PDF] List of lights radio aids and fog signals - 2011 - The west coasts of Europe and Africa, the mediterranean sea, black sea an Azovskoye more (sea of Azov) (la liste des phares de l'Europe, selon la National Geospatial - Intelligence Agency)- Version 2011 - National Geospatial - Intelligence Agency